# كارين كاي (ممثلة)
كارين كاي (بالإنجليزية: Caren Kaye)‏ هي ممثلة أمريكية، ولدت في 12 مارس 1951 في نيويورك في الولايات المتحدة.

## وصلات خارجية
- كارين كاي على موقع IMDb (الإنجليزية)
- كارين كاي على موقع ألو سيني (الفرنسية)
- كارين كاي على موقع أول موفي (الإنجليزية)
- كارين كاي على موقع قاعدة بيانات الأفلام السويدية (السويدية)
- كارين كاي على موقع قاعدة بيانات الفيلم (الإنجليزية)